# Lü Xiang
En aquest nom xinès, el cognom és Lü.
Lü Xiang va ser un general militar servint sota el senyor de la guerra Yuan Shao durant el període la tardana Dinastia Han Oriental de la història xinesa. Ell era el germà de Lü Kuang, que també servia sota Yuan Shao. Els germans es van rendir a Cao Cao després de la mort de Yuan Shao. Es van unir al general de Cao Cao Cao Ren per atacar al senyor de la guerra Liu Bei a Xinye però van ser derrotats. Lü Xiang va ser mort per Zhang Fei en eixa batalla.